# Bel-Air (Fernsehserie)
Bel-Air ist eine US-amerikanische Fernsehserie und ein Reboot der in den 1990ern bekannt gewordenen Serie Der Prinz von Bel-Air. Entgegen der in den 1990ern spielenden Sitcom ist die Neuauflage mit Jabari Banks in der Hauptrolle eine Dramaserie und beleuchtet die ernste Seite von Will, der von seiner Mutter aus Philadelphia nach Bel-Air geschickt wird.

## Entstehung und Veröffentlichung
Der YouTuber Morgan Cooper lud 2019 einen selbstgefilmten Trailer hoch, der die einstige Sitcom in einem Drama spielen ließ und überzeugte Will Smith, so dass seitdem an der Idee gearbeitet wurde. 2020 wurde aus der Idee eine offizielle Serie, die von Westbrook, Inc. und Universal Studio produziert wird. Der Streamingdienst Peacock hat die Rechte für die ersten zwei Jahre erworben. Am 10. Januar 2022 wurde ein erster Trailer zur Neuauflage veröffentlicht. Die US-amerikanische Premiere soll am 13. Februar 2022 auf dem Streamingdienst Peacock stattfinden.
Zum Start der Pay-TV-Veröffentlichung am 14. Februar 2022 auf Sky, stehen die ersten drei Episoden der Serie in Originalsprache mit deutschen Untertiteln zur Verfügung. Danach erfolgt eine wöchentliche Ausstrahlung. Eine dritte Staffel wurde 2023 bestellt. 

## Besetzung und Synchronisation
Die deutsche Synchronisation erfolgt durch die Iyuno Germany GmbH unter der Dialogregie von Daniel Schlauch in Berlin. Die Dialogbücher schreiben Katharina Blu, Katharina Seemann und Janne von Busse.

### Hauptbesetzung
| Rolle             | Schauspieler      | Beruf                                       | Info | Hauptrolle (Episode) | Nebenrolle (Episode) | Synchronsprecher    |
| ----------------- | ----------------- | ------------------------------------------- | --- | -------------------- | -------------------- | ------------------- |
| Will Smith        | Jabari Banks      | Schüler an der Bel–Air Academy              | Sohn von Viola Neffe von Philipp und Vivian, Cousin von Carlton, Hilary & Ashley, Ehemaliger bester Freund von Tray Melbert, Befreundet mit Tyler Laramy Basketball-Teamkollege  | 1.01–                |                      | Mio Lechenmayr      |
| Phillip Banks     | Adrian Holmes     | Anwalt                                      | Ehemann von Vivian Vater von Carlton, Hilary und Ashley, Schwager von Viola, Onkel von Will                                                                                      | 1.01–                |                      | Sebastian Winkler   |
| Vivian Banks      | Cassandra Freeman | Hausfrau                                    | Ehefrau von Philipp Mutter von Carlton, Hilary und Ashley, Schwester vom Viola, Tante von Will                                                                                   | 1.01–                |                      | Stefanie Dischinger |
| Carlton Banks     | Olly Sholotan     | Schüler an der Bel–Air Academy              | Lacrosse-Spieler Sohn von Philipp und Vivian, Bruder von Hilary und Ashley, Neffe von Viola, Cousin von Will EX–Freund von Lisa, ehemaliger bester Freund von Connor Satterfield | 1.01–                |                      | Felix Mayer         |
| Hilary Banks      | Coco Jones        | Social-Media-Influencerin                   | Eine ausgezeichnete Köchin Tochter von Philipp und Vivian, Schwester von Carlton und Ashley, Nichte von Viola, Cousine von Will, Befreundet mit Phanta, Monica und Hudson        | 1.01–                |                      | Jacqueline Belle    |
| Ashley Banks      | Akira Akbar       | Schülerin an der Bel–Air Academy            | Tochter von Philipp und Vivian, Schwester von Carlton und Hilary, Cousine von Will                                                                                               | 1.01–                |                      | Madeleine Holzach   |
| Geoffrey Thompson | Jimmy Akingbola   | Hausverwalter                               | | 1.01–                |                      | Stefan Günther      |
| Jazz              | Jordan L. Jones   | Taxifahrer und Besitzer eines Plattenladens | Liebesinteresse an Hilary | 1.01–                |                      | Daniel Schlauch     |
| Lisa Wikes        | Simone Joy Jones  | Schülerin an der Bel–Air Academy            | Tochter von Fred Liebesinteresse an Will, EX–Freundin von Carlton | 1.01–                |                      | Alina Freund        |

### Nebenbesetzung & Gastbesetzung
| Rolle              | Schauspieler          | Beruf                             | Info                                                                                             | Nebenrolle (Episode) | Gastrolle (Episode) | Synchronsprecher     |
| ------------------ | --------------------- | --------------------------------- | ------------------------------------------------------------------------------------------------ | -------------------- | ------------------- | -------------------- |
| Viola 'Vy' Smith   | April Parker Jones    |                                   | Will’s Mutter Schwester von Vivian, Schwägerin von Philipp, Tante von Hilary, Carlton und Ashley | 1.01–                |                     | Alexandra Ludwig     |
| Tray Melbert       | SteVonté Hart         | Highschool-Schüler                | Will ehemaliger bester Freund aus Philadelphia                                                   | 1.01–                |                     | Max Schira           |
| Connor Satterfield | Tyler Barnhardt       | Highschool-Schüler                | Carltons ehemaliger bester Freund                                                                | 1.01–                |                     | Maximilian Belle     |
| Fred Wilkes        | Joe Holt              | Polizeichef vom LAPD              | Vater von Lisa                                                                                   | 1.01–                |                     | Manfred Trilling     |
| Tyler Laramy       | Charlie Hall          | Schüler an der Bel–Air Academy    | Befreundet mit Will und Basketball-Teamkollege                                                   | 1.01–                |                     | Julian Manuel        |
| Joan               | Wendy Davis           |                                   |                                                                                                  | 1.01–                |                     | Caroline Ebner       |
| Kylo               | Jon Beavers           |                                   |                                                                                                  | 1.01–                |                     | Jochen Paletschek    |
| Reed Broderick     | Michael Ealy          |                                   |                                                                                                  | 1.01–                |                     | Alexander Brem       |
| Ivy                | Karrueche Tran        |                                   |                                                                                                  | 1.01–                |                     | Leslie-Vanessa Lill  |
| Janice             | Daphne Maxwell Reid   | Vorstandsmitglied des Art Council | (War in der Originalserie die zweite Schauspielerin der Vivian Banks)                            |                      | 1.09–               | Marina Köhler        |
| Helen              | Vernee Watson-Johnson | Vorstandsmitglied des Art Council | (War in der Originalserie Viola „Vy“ Smith)                                                      |                      | 1.09–               | Dana Geissler        |
| Lou Smith          | Marlon Wayans         |                                   | Vater von Will                                                                                   |                      | 1.10                | Pascal Fligg         |
| Mrs. Hughes        | Tatyana Ali           | Lehrerin an der Bel–Air Academy   | Ashleys Lehrerin für englische Literatur (War in der Originalserie Ashley Banks)                 | 2.01–                |                     |                      |
| James Lewis        | Reno Wilson           |                                   |                                                                                                  | 2.01–                |                     |                      |
| Doc Hightower      | Brooklyn McLinn       |                                   |                                                                                                  | 2.01–                |                     |                      |
| Jackie             | Jazlyn Martin         |                                   |                                                                                                  | 2.01–                |                     | Patricia Strasburger |
| Yazmin             | Riele Downs           |                                   |                                                                                                  | 2.01–                |                     | Eva Petzenhauser     |
| Drew               | Nicholas Duvernay     |                                   |                                                                                                  | 2.01–                |                     |                      |
| Lamarcus Alton     | Justin Cornwell       |                                   |                                                                                                  | 2.01–                |                     |                      |
| Erika Baker        | Diandra Lyle          |                                   |                                                                                                  | 2.01–                |                     |                      |
| Phanta             | Aimee Li              | Social-Media-Influencerin         | Befreundet mit Hilary, Monica und Hudson                                                         |                      | 2.01–               | Lisa Mader           |
| Monica             | Andi Rene Christensen | Social-Media-Influencerin         | Befreundet mit Hilary, Phanta und Hudson                                                         |                      | 2.01–               |                      |
| Hudson             | Al-Shabazz Jabateh    | Social-Media-Influencerin         | Befreundet mit Hilary, Monica und Phanta                                                         |                      | 2.01–               | Dustin Peters        |

## Episodenliste
| Staffel | Folgen | Ausstrahlung USA | Ausstrahlung USA | Ausstrahlung Deutschland (Sky) | Ausstrahlung Deutschland (Sky) | Ausstrahlung Deutschland (Streaming-Dienst) Staffel 1: Peacock/Sky Staffel 2: joyn | Ausstrahlung Deutschland (Streaming-Dienst) Staffel 1: Peacock/Sky Staffel 2: joyn |
| Staffel | Folgen | Staffelstart     | Staffelfinale    | Staffelstart                   | Staffelfinale                  | Staffelstart                                                                       | Staffelfinale                                                                      |
| ------- | ------ | ---------------- | ---------------- | ------------------------------ | ------------------------------ | ---------------------------------------------------------------------------------- | ---------------------------------------------------------------------------------- |
| 1       | 10     | 13.02.2022       | 31.03.2022       | 14.02.2022                     | 01.04.2022                     | 08. Juni 2022                                                                      | 08. Juni 2022                                                                      |
| 2       | 10     | 23.02.2023       | 27.04.2023       |                                |                                | 31. Dezember 2023                                                                  | 31. Dezember 2023                                                                  |
| 3       | 10     | 15.08.2024       | 05.09.2024       |                                |                                |                                                                                    |                                                                                    |